# Araeoncus malawiensis
Araeoncus malawiensis är en spindelart som beskrevs av Rudy Jocqué 1981. Araeoncus malawiensis ingår i släktet Araeoncus och familjen täckvävarspindlar.
Artens utbredningsområde är Malawi. Inga underarter finns listade i Catalogue of Life.